# 55108 Beamueller
55108 Beamueller este un asteroid din centura principală de asteroizi.

## Descriere
55108 Beamueller este un asteroid din centura principală de asteroizi. A fost descoperit pe 24 august 2001 la Goodricke-Pigott de Roy A. Tucker. Asteroidul prezintă o orbită caracterizată de o semiaxă mare de 3,01 ua, o excentricitate de 0,10 și o înclinație de 10,7° în raport cu ecliptica.